# Emanuel Hjort
Emanuel Hjort är en fiktiv svensk figur, skapad av de svenska författarna Anders Jacobsson och Sören Olsson för en bokserie. När första boken utkom år 2000 hade den gamla Bert-serien avslutats med Berts bokslut 1999.
Emanuel är 16 år i första boken, och tänker ännu mer på tjejer än Sune och Bert. Emanuel är också intresserad av fotografering. Emanuels mamma heter Elisabeth, och hans pappa Roger. Hans 23-åriga storasyster Emma är bosatt i Danmark.

## Böcker
| Titel            | Utgivningsår |
| ---------------- | ------------ |
| Emanuel          | 2000         |
| Hat och kärlek   | 2001         |
| Cyberprinsen     | 2002         |
| Sommarförföraren | 2003         |
| Hobbyfrälsaren   | 2004         |
| Sex              | 2007         |

### Fotnoter
1. ↑  Suzanne Frieberg (9 december 2009). ”Sunes signum: känsligheten” (på svenska). Sydsvenskan. https://www.sydsvenskan.se/2009-12-09/sunes-signum-kansligheten. Läst 22 oktober 2017.
2. ↑  Allt på nätet handlar om att  få kontakt, Aftonbladet